# Georg Vest
Georg Erland Larsen Vest (Braru, Guldborgsund, Sjælland, 18 de juliol de 1896 – Nykøbing Falster, Guldborgsund, 6 de desembre de 1977) va ser un gimnasta artístic danès que va competir a començaments del segle xx.
El 1920 va prendre part en els Jocs Olímpics d'Anvers, on va guanyar la medalla de plata en el concurs per equips, sistema suec del programa de gimnàstica.